# 豊野村 (埼玉県北埼玉郡)
豊野村（とよのむら）は埼玉県の北東部、北埼玉郡に属していた村。

## 地理
- 河川：島川（中川）

## 歴史
- 1889年（明治22年）4月1日 町村制施行により、間口村、新井新田、北大桑村、阿佐間村、生出村、杓子木村、松永新田が合併し北埼玉郡豊野村が成立する。
- 1955年（昭和30年）1月1日 東村、原道村、元和村と合併し大利根村となる。